# Perdizes
Perdizes is een gemeente in de Braziliaanse deelstaat Minas Gerais. De gemeente telt 14.786 inwoners (schatting 2009).

## Aangrenzende gemeenten
De gemeente grenst aan Araxá, Ibiá, Iraí de Minas, Patrocínio, Pedrinópolis, Sacramento, Santa Juliana en Serra do Salitre.

## Verkeer en vervoer
De plaats ligt aan de weg BR-462. Ongeveer zeven kilometer naar het zuidwesten komt de BR-462 uit op de BR-452.